# Depot von Marksiedlitz
Das Depot von Marksiedlitz (auch Hortfund von Marksiedlitz) ist ein Depotfund der frühbronzezeitlichen Aunjetitzer Kultur (2300–1550 v. Chr.) aus Marksiedlitz, einem Ortsteil von Glaubitz im Landkreis Meißen (Sachsen). Das Depot befindet sich heute im Stadtmuseum Riesa.

## Fundgeschichte
Das Depot wurde 1932 etwa 200 m östlich von Marksiedlitz beim Anlegen eines Entwässerungsgrabens gefunden. Es lag in einer Tiefe von 0,6 m.

## Zusammensetzung
Das Depot bestand aus drei Bronzegegenständen: einem Thüringer Ring mit drei Löchern und zwei schweren ovalen offenen Ringen.